# Lamberto Coppini
Lamberto Coppini (31 agosto 1923 – 18 febbraio 2000) è stato un anatomista italiano.
Fu libero docente di anatomia umana normale all'Università di Bologna dal 28 maggio 1956 (confermato il 4 settembre 1962) al 31 gennaio 1964; professore straordinario di anatomia topografica dal 1º febbraio 1964, poi ordinario dal 1º febbraio 1967.
Infine fu professore ordinario di anatomia umana, fuori ruolo, dal 1º novembre 1992 al 1º novembre 1995.
Ebbe l'incarico di direttore dell'Istituto di anatomia di Bologna dal 1º novembre 1990 al 31 ottobre 1996.
Fu anche direttore della Scuola superiore di disegno anatomico negli anni accademici 1984-85 e 1985-86.
Coppini prese parte, come consulente delegato della Regione Emilia-Romagna presso il Centro Internazionale di Sindonologia, alla ricerca scientifica del monsignor Fiorenzo Facchini che culminò nella realizzazione dell'Uomo della Sindone, opera in bronzo di Luigi Enzo Mattei.